# Trichosalpinx triangulipetala
Trichosalpinx triangulipetala là một loài thực vật có hoa trong họ Lan. Loài này được (Ames & Correll) Luer miêu tả khoa học đầu tiên năm 1983.